# Ђанино Арцента (Комо)
Ђанино Арцента је насеље у Италији у округу Комо, региону Ломбардија.
Према процени из 2011. у насељу је живело 28 становника. Насеље се налази на надморској висини од 309 м.